# Heinrich Pesch
Pour les articles homonymes, voir Pesch.
Heinrich Pesch, né le 17 septembre 1854 à Cologne (Royaume de Prusse) et mort le 1er avril 1926 à Valkenburg (Pays-Bas) était un prêtre jésuite allemand. Expert en économie politique il eut une grande influence sur la pensée sociale de l’Église catholique durant la première moitie du XXe siècle. Il développa l’idéologie du 'Solidarisme’ comme base de l'économie politique.

## Biographie

### Formation académique et religieuse
Après des études de droit faites à Bonn où il devient membre du WKStV Unitas-Salia Bonn (de), Heinrich Pesch entre dans la Compagnie de Jésus le 2 janvier 1876. Il fait son noviciat auprès des jésuites allemands en exil, à Exaten, aux Pays-Bas. Pour ses études de philosophie (1878-1881) il est envoyé à Bleijenbeek, également aux Pays-Bas. Il fait sa théologie (1884-1888) à Ditton Hall en Angleterre après avoir passé quelques années comme enseignant au collège de Feldkirch (Autriche). Pesch est ordonné prêtre le 1888. 

### Justice et «Question sociale»
Ayant un sens aigu de la justice Pesch vit intensément l’acuité de ce que l’on appelle à la fin du XIXe siècle la « Question sociale ». Cela l’amène à prendre contact avec les cercles actifs du ‘catholicisme social' et politique, il s’intéresse également à la vie économique de son pays. L’encyclique Rerum Novarum de Léon XIII (1891) est une première réponse à son attente. 
Parallèlement à son activité comme écrivain, il est engagé dans des activités spirituelles : il est directeur spirituel au séminaire diocésain de Mayence de 1892 à 1900. Il publie en 1896 une première œuvre importante : ‘Liberalismus, Socialismus und christliche Gesellschaftsordnung’ (‘Libéralisme, socialisme et solidarisme’).

### «Solidarisme» économique
Pesch passe deux ans à Berlin (1901-1903) pour y approfondir sous la direction de maîtres connus (Gustav von Schmoller et Adolf Wagner), les rouages de l’économie nationale. À partir de 1910, il réside au Luxembourg où les jésuites allemands, en exil, ont leur résidence. C’est alors qu’il produit son magnum opus : le Lehrbuch der Nationalökonomie. Cinq volumes sortent de presse de 1905 à 1923. 
Cette œuvre fondamentale propose une troisième voie de réflexion socio-économique comme base de l’ordre économique national, qui n’est ni libéralisme ni socialisme mais plutôt ce que l’on appellera « Solidarisme ». Il y donne priorité à la dimension de solidarité sociale qui doit croître grâce à l’évolution des consciences (travail de l’Église) et être soutenue par les autorités politiques chargées du bien-être du peuple. L’ordre économique doit être essentiellement solidaire et s’accompagne d’un système social de l’organisation du travail.
Les grandes lignes de la pensée de Pesch suscitent une réflexion sociopolitique qui dépasse les cercles du monde catholique durant la première moitié du XXe siècle : elles se veulent la base éthique d’un monde différent. Elles sont ensuite largement incorporées dans l’encyclique sociale Quadragesimo anno (1931) de Pie XI. Et sont développées par après par Gustav Gundlach (de) et Oswald von Nell-Breuning. 
Heinrich Pesch meurt le 1er avril 1926, à Valkenburg, aux Pays-Bas.

## Œuvres principales
- Die soziale Befähigung der Kirche, Berlín, 1891.
- Liberalismus, Socialismus und christliche Gesellschaftsordnung, Fribourg, 1896.
- Lehrbuch der Nationalökonomie (5 vol.), Fribourg, 1905-1923.
- Ethik und Volkswirtschaft, Fribourg, 1918.
- Christlicher Solidarismus und soziales Arbeitssystem, Berlín, 1922.